# 寧波中緯半導體
寧波中緯半導體公司是中國的一間半導體公司，於2002年由中緯积積體電路（開曼）有限公司在寧波保税區成立。
寧波中緯是寧波市政府的一個項目，投資了30億元。在2004年5月，該廠首次出貨。用了兩年時間，产量才達到每個月1万片。該廠的設備是其6英寸生产线，而台积电則早已淘汰之。
2008年，比亞迪以2億人民幣收購寧波中緯半導體。2009年，中國理財周報指寧波中緯半導體每月蝕 5000萬元，情況至少維持3年，比亞迪因此虧蝕20億元。比亞迪發言人其後反駁報道內容與事實不符，指寧波中緯半導體虧損額低於報道數額。